# Џо Лончбери
Џо Лончбери (енгл. Joe Launchbury; 12. април 1991) професионални је рагбиста и репрезентативац Енглеске који тренутно игра за екипу Воспс.

## Биографија
Висок 198 цм, тежак 118 кг, Лончбури је играо пре Воспса за Вортинг РФК и Рослин Парк. Прошао је све млађе селекције Енглеске, а за сениорску репрезентацију до сада је одиграо 28 тест мечева и постигао 2 есеја.